# Zduny
Zduny – miasto w województwie wielkopolskim, w powiecie krotoszyńskim, siedziba gminy miejsko-wiejskiej Zduny.
Według danych z 31 grudnia 2009 r. miasto miało 4498 mieszkańców.

## Położenie
Zduny leżą w zachodniej części Wysoczyzny Kaliskiej (Koźmińskiej), w odległości około 7 km od Krotoszyna i ok. 39 km od Ostrowa Wielkopolskiego. Przez miasto przebiegają:
- droga krajowa nr 15: Trzebnica-Zduny-Krotoszyn-Gniezno-Inowrocław-Toruń-Brodnica-Ostróda,
- linia kolejowa Wrocław-Oleśnica-Zduny-Krotoszyn-Gniezno.

## Nazwa
Miejscowość pod nazwą Sduncow zanotowana jest w łacińskojęzycznym dokumencie Przemysła I z 1249 roku.
W księdze łacińskiej Liber fundationis episcopatus Vratislaviensis (pol. Księga uposażeń biskupstwa wrocławskiego) spisanej za czasów biskupa Henryka z Wierzbna w latach 1295–1305 miejscowość wymieniona jest jako civitas Sdunki.

## Historia
Współczesne Zduny są właściwie trójmiastem, składającym się z trzech historycznie odrębnych miast, położonych bardzo blisko siebie:
- Zduny Stare (prawa miejskie 1267–1772) – zachodnie skupisko z rynkiem na obecnym Placu Kościuszki;
- Zduny Nowe (prawa miejskie 1637–1772) – środkowo skupisko z rynkiem na obecnym Rynku z ratuszem;
- Sieniutowo (prawa miejskie 1646–1703) – wschodnie skupisko z rynkiem na obecnym Placu Skargi.

Powstanie w Zdunach ośrodka miejskiego silnie wiąże się z osobą Tomasza I, biskupa wrocławskiego. Położona na pograniczu Śląska i Wielkopolski miejscowość pozostawała własnością książęcą, sąsiadowała jednak z kompleksem dóbr biskupów wrocławskich wokół Milicza. Wskutek zabiegów biskupa książę Bolesław Pobożny polecił w 1261 sołtysowi Lamprechtowi lokowanie tu miasta na prawie średzkim. Brak zaangażowania władcy spowodował jednak zapewne niepowodzenie całej akcji, bowiem w 1266 Tomasz I uzyskał od księcia prawo własności Zdun ponownie określonych jako wieś, otrzymując wkrótce także zgodę na ponowną lokację miasta, do której doszło ostatecznie w 1267. Zduny pozostały miastem biskupim do 1355, kiedy to przeszły w ręce prywatne.
Specyfiką Zdun stało się w następnych skupienie w jednym miejscu kilku samodzielnych ośrodków miejskich. Drugie miasto – Zduny Nowe, zwane również Zdunami Niemieckimi – otrzymało prawa miejskie w roku 1637, a trzecie – Sieniutowo – w roku 1646 (włączone je do Zdun Nowych w 1703 roku). Scalenie wszystkich organizmów miejskich nastąpiło w roku 1772. Rozkwit Zdun przypada na wieki XVII i XVIII i później jeszcze w drugiej połowie wieku XIX, ze względu na położenie w bezpośrednim sąsiedztwie granicy śląskiej oraz, po 1875 roku, wybudowanie linii kolejowej.
W czasie zaboru pruskiego Zduny należały do powiatu Krotoszyn. Według spisu urzędowego z 1837 roku miasto liczyło 3144 mieszkańców, którzy zamieszkiwali 672 dymy (domostwa).
W czasie Powstania Wielkopolskiego 1918/1919 w pobliskiej Borownicy toczyły się zaciekłe walki o wyzwolenie Zdun, w których brał udział między innymi Władysław Nawrocki.
W czasie II wojny światowej władzę nad Zdunami sprawował Amtskomisar Karl Kambach, a po nim Gustaw Reiman. 18 maja 1943 roku Niemcy zmienili nazwę miasta na Treustadt (wierne miasto).
W okresie międzywojennym w miejscowości stacjonowała placówka Straży Granicznej I linii „Zduny”.
22 maja 1925 roku w mieście gościł prezydent II Rzeczypospolitej Stanisław Wojciechowski. Był on podejmowany przez burmistrza Zdun Czesława Surmacewicza uroczystym obiadem w restauracji emisariusza i radnego Zdun Walentego Danielaka. Spotkał się tam z przedstawicielami Towarzystwa Powstańców i Wojaków im. Gen. Józefa Hallera oraz mieszkańcami miasta.
Przesunięcie w 1945 roku granic państwa na zachód przyczyniło się do ograniczenia roli Zdun. Przed rokiem 1975 i od roku 1999 miasto należy administracyjnie do powiatu krotoszyńskiego, a w latach 1975-1998 do woj. kaliskiego.
Głównym zakładem przemysłowych miasta przez ponad 120 lat była cukrownia, której pierwsze budynki wybudowano w roku 1882. Z początkiem XXI wieku zaczęto szukać inwestora zagranicznego. Został nim niemiecki koncern cukierniczy Pfeifer & Langen KG z Kolonii. Cukrownia została jednak zamknięta, a ostatnia kampania odbyła się w roku 2003.
W latach 1952–1983 proboszczem w zdunowskiej parafii pw. św. Jana Chrzciciela był prokurator Arcybiskupiego Seminarium Duchownego w Poznaniu i zastępca rektora Katolickiego Uniwersytetu Lubelskiego, ksiądz Marian Kwiatkowski.

### Zabytki

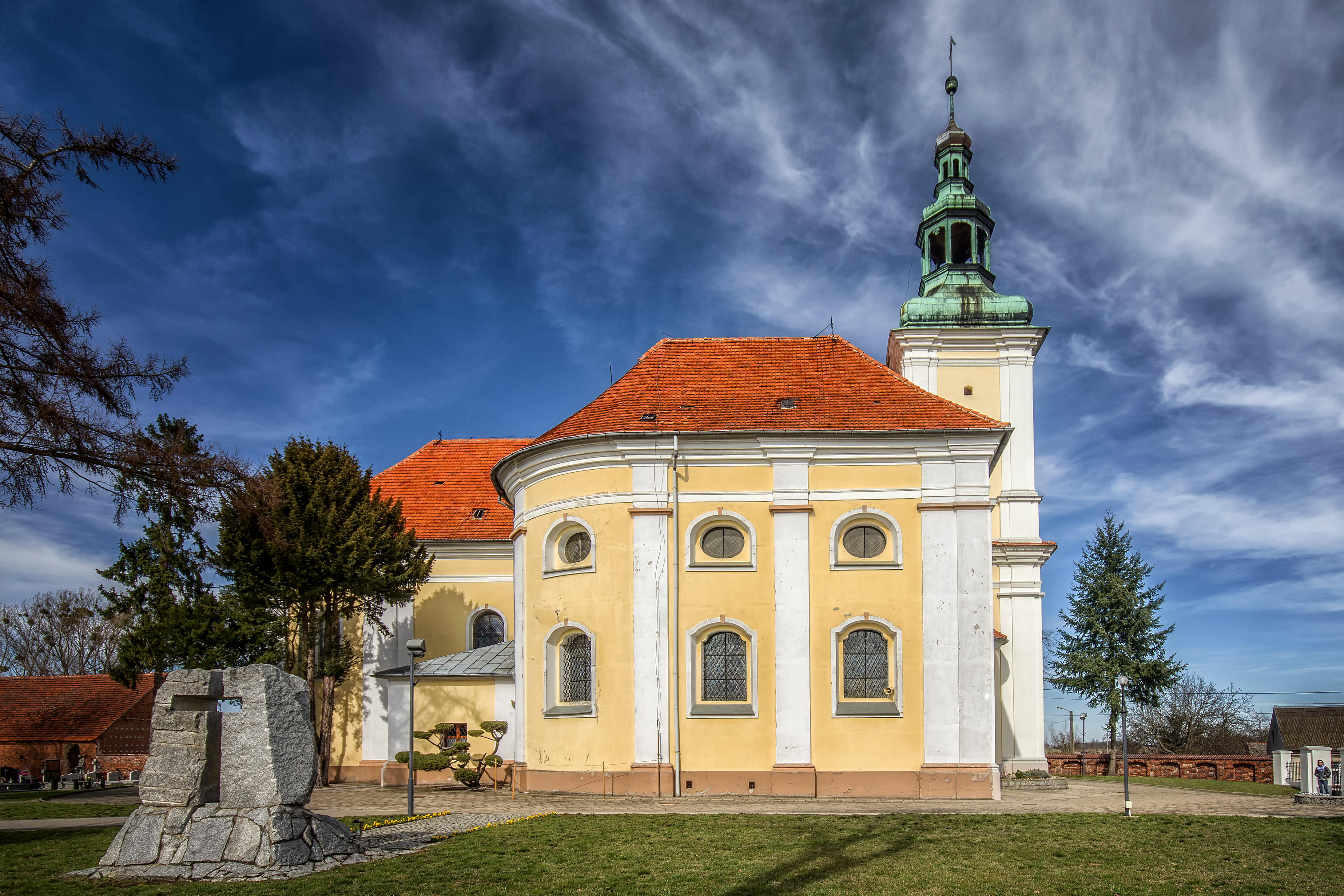
Kościół św. Jana Chrzciciela

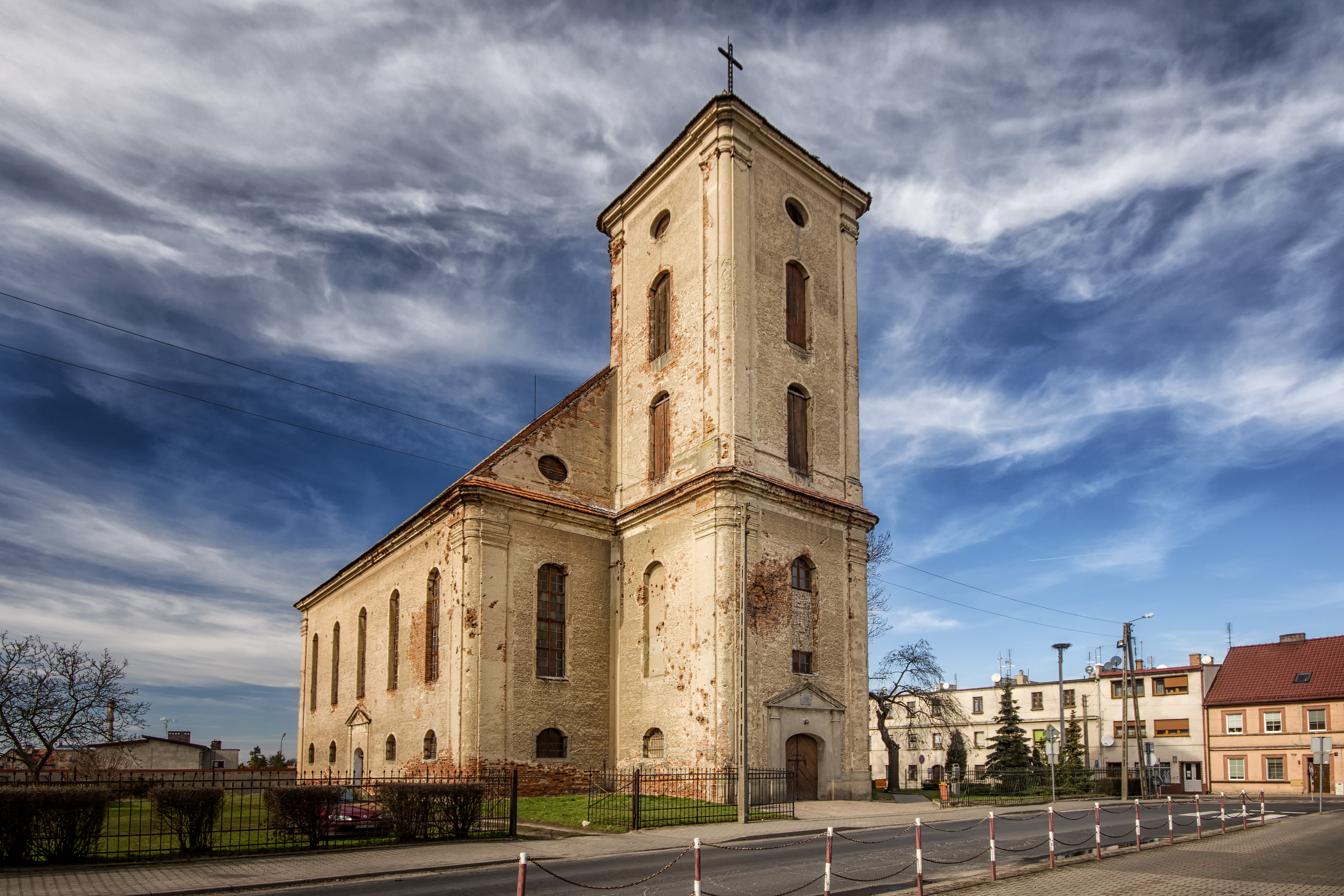
Dawny kościół ewangelicki z XVIII w.

- ratusz z 1684 roku, rozbudowywany w XIX wieku, murowany z cegły, z szachulcową wieżą z barokowym hełmem i latarnią,
- kościół parafialny rzymskokatolicki św. Jana Chrzciciela z 1719 roku, barokowy,
- kościół ewangelicki z XVIII wieku, posiada cechy baroku i klasycyzmu,

## Koncepcja reaktywacji trzech miast
W 2017 roku Rada Miejska w Zdunach przegłosowała uchwałę w sprawie przeprowadzenia konsultacji z mieszkańcami miasta Zduny w sprawie utworzenia Rad Osiedlowych w mieście Zduny i nadania statutów powstałym osiedlom i treści tych statutów. Pojawiła się inicjatywa utworzenia trzech osiedli na osnowie trzech historycznych miast wchodzących obecnie w skład Zdun:
- Osiedle nr 1 „Zduny Stare” – miałoby obejmować obszar okręgów wyborczych nr 1, nr 2 oraz nr 3;
- Osiedle nr 2 „Zduny Nowe” – miałoby obejmować obszar okręgów wyborczych nr 4, nr 5 oraz nr 6;
- Osiedle nr 3 „Sieniutowo” – miałoby obejmować obszar okręgów wyborczych nr 7, nr 8 oraz nr 9.

Włodarze chcieli, aby społeczności zaczęły się silniej z sobą integrować i miały lepsze poczucie tożsamości. Liczyli także na szerszą aktywizację kulturotwórczą jako namiastka budżetu obywatelskiego.
Koncepcję zrealizowano decyzją Rady Miejskiej w 2018 roku, kiedy to po raz pierwszy wybrano rady wszystkich trzech osiedli.

## Przyroda
- Rezerwat Mszar Bogdaniec
- Rezerwat Rezerwat przyrody Baszków

## Edukacja
W gminie Zduny znajdują się cztery szkoły i dwa przedszkola.

### Przedszkola
- Publiczne Przedszkole w Zdunach (z oddziałami w Bestwinie i Konarzewie)
- Niepubliczne Przedszkole Parafialne

### Szkoły
- Szkoła Podstawowa w Baszkowie
- Szkoła Podstawowa w Zdunach
- Zespół Szkół Ponadpodstawowych w Zdunach
- Specjalny Ośrodek Szkolno-Wychowawczy w Konarzewie

## Sport w Zdunach
- UKS Pionier Zduny
- UKS Bila Zduny
- UKS Impuls
- UKS Shodan
- CKS Zduny
- Basen
- Kręgielnia

## Komunikacja miejska
Zduny nie posiadają własnej komunikacji miejskiej, lecz na terenie miasta regularnie kursują linie komunikacji miejskich z pobliskich miejscowości:
- Linia 1 – Krotoszyn – Zduny – Cieszków – Zduny – Krotoszyn obsługiwana przez MZK Krotoszyn
- Linia 26 – Ostrów Wielkopolski – Zduny – Ostrów Wielkopolski obsługiwana przez MZK Ostrów Wlkp. → wycofany

## Współpraca międzynarodowa
Miasta i gminy partnerskie:
- Balatonfenyves (2006)
- Emleben (2006)
- Küssnacht am Rigi (1995)

## Demografia

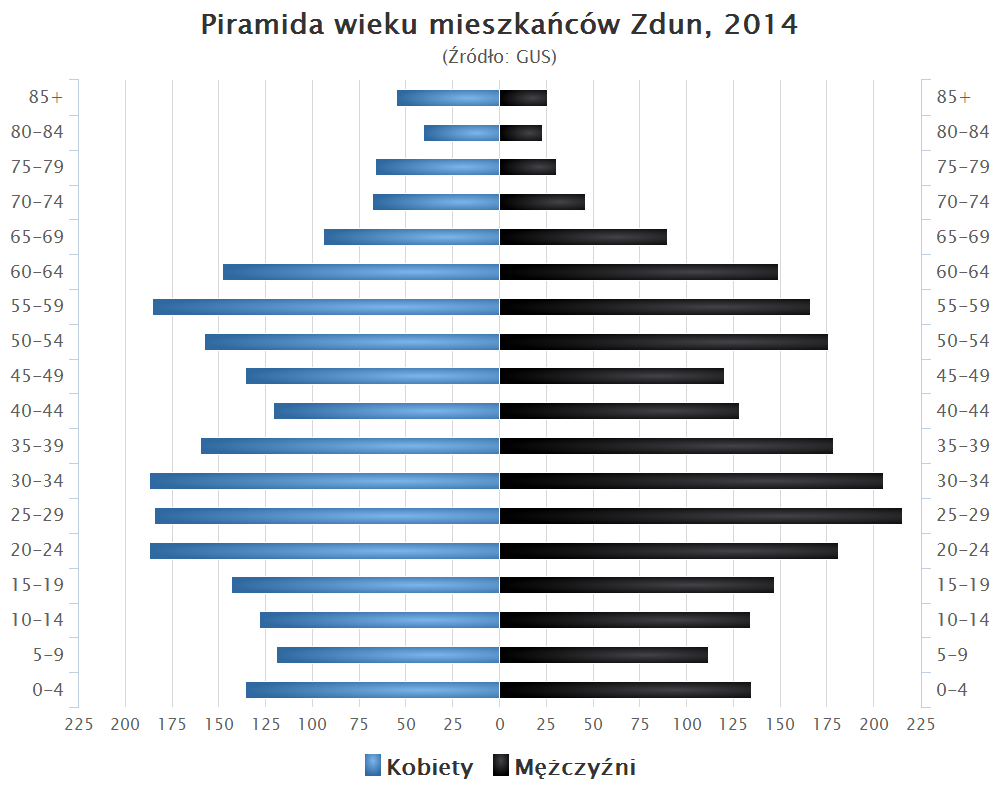
Piramida wieku mieszkańców Zdun w 2014 roku